# Cingles de Mussarra
Els Cingles de Mussarra, és una cinglera del terme municipal de Talamanca, del Bages.
Forma una continuïtat amb la Cinglera de Rocablanca, els Cingles de la Lleixa i els Cingles de l'Estoviada, que formen tot el límit meridional del Pla de Mussarra.
Estan situats just a migdia, i a prop, de la masia de Mussarra.